# Joaquín López de Zúñiga y Castro
Joaquín Diego López de Zúñiga Sotomayor Castro y Portugal nació en Madrid el 28 de abril de 1715 y recibió el bautismo en la Parroquia de San Andrés, falleció en Madrid el 10 de octubre de 1777, noble español de la Casa de Zúñiga, XII duque de Béjar y Plasencia, VIII duque de Mandas y Villanueva, XIII marqués de Gibraleón, VIII de Terranova y X de Sarria, XVI conde de Belalcázar, XIII de Lemos, IX de Andrade, XI de Villalba y XIII de Bañares, XVI vizconde de la Puebla de Alcocer. Justicia y Alcaide Mayor de Castilla, Primera voz de la nobleza de Castilla, grande de España. 
Fue además caballero gran cruz de la Orden de Carlos III, caballero de la Orden de San Jenaro, caballero de la Orden del Toisón de Oro, Gentilhombre de Cámara y Sumiller de Corps del rey Fernando VI, Ayo y Mayordomo Mayor del príncipe de Asturias, el futuro rey Carlos IV. Último miembro de la Casa ducal de Béjar.

## Filiación
Hijo de Juan Manuel Diego López de Zúñiga Sotomayor y Castro, XI duque de Béjar y de Plasencia, VII duque de Mandas y Villanueva, XII marqués de Gibraleón y VII de Terranova, XV conde de Belalcázar y XII de Bañares, XV vizconde de la Puebla de Alcocer. Justicia y alcaide Mayor de Castilla, primera voz de la nobleza de Castilla, grande de España, caballero de la Orden del Toisón de Oro, gentilhombre de cámara, mayordomo mayor de la reina María Bárbara de Portugal, y de su tercera esposa, su prima hermana, Rafaela Luisa de Castro y Centurión, hija de Salvador Francisco Ruiz de Castro y Borja, IV marqués de Almuña, y de su esposa Francisca Josefa Centurión de Córdova.
Su padre Juan Manuel Diego concertó el matrimonio de su hijo Joaquín Diego con la princesa Léopoldine Élisabeth Charlotte de Lorraine-Marsan, en enero de 1733. Joaquín Diego se casó en París el 1 de marzo de 1733 con la princesa Léopoldine Élisabeth Charlotte de Lorraine-Marsan, hija de Charles Henri de Lorraine, príncipe de Mortagne, Sire de Pons, y de su esposa Élisabeth de Roquelaure. No tuvieron sucesión y el matrimonio fue declarado canónicamente nulo en 1757. Leopoldina falleció el 8 de octubre de 1759.
López de Zúñiga contrajo un segundo matrimonio en Madrid el 7 de enero de 1761 con Escolástica Gutiérrez de los Ríos y Rohan-Chabot, hija de José Gutiérrez de los Ríos, V conde de Fernán Núñez, grande de España, y de su esposa Charlotte Félicité de Rohan-Chabot. No tuvieron sucesión.

## Al Servicio de los Reyes Fernando VI y Carlos III
El duque Joaquín Diego sirvió como sus antecedentes a los reyes de España con amor y fidelidad. El rey Felipe V le concedió por real cédula del 6 de agosto de 1732 a Joaquín Diego, XVI conde de Belalcázar, el título y merced de grande de España, para que goce de ella durante la vida de su padre Juan Manuel Diego López de Zúñiga Sotomayor, XI duque de Béjar, grande de España.
Fue Gentilhombre de Cámara y Sumiller de Corps del rey Fernando VI, hasta su fallecimiento en 10 de agosto de 1759. El rey Fernando VI lo eligió Caballero de la Orden del Toisón de Oro el 12 de abril de 1750 y le dio el collar y lo invistió en el palacio del Buen Retiro el 19 de abril de 1751. El expediente de la concesión de la Orden del Toisón de Oro se conserva en el Archivo Histórico Nacional.
El rey Carlos III lo nombró ayo y mayordomo mayor del príncipe de Asturias, el futuro rey Carlos IV, y le condecoró con el Cordón de la Real Orden de San Genaro de Nápoles en 1757 y le creó Gran Cruz de la Orden Española de Carlos III y le puso el collar el 7 de diciembre de 1771.
El duque Joaquín Diego sostenía a su costa un regimiento de tres compañías de hombres de armas.

## Fabricante de Paños y de Tintes
A iniciativa de la casa ducal de Béjar se instaló en Béjar la producción de paños finos en 1662, que con la ayuda de maestros flamencos, logró llegar a un alto nivel de calidad a finales del siglo XVII. Béjar, gracias a las aguas del río Cuerpo de Hombre, disponía de una agua óptima para el tintado. La casa ducal ejercía el monopolio de la producción del tinte para el tintado del paño.
El duque Joaquín Diego respetando el esfuerzo de su padre, el XI duque de Béjar, continuó en el fomento y desarrollo de la producción de paños finos de calidad alta y de tintes, haciendo observar las ordenanzas e instrucciones dadas para las fábricas de paños y de tintes.

## Vida Señorial, Patronazgos, Obras Pías
El duque Joaquín Diego prosiguió, como sus antecesores, en reclamar la pérdida y reversión a la Corona de Castilla del Ducado de Plasencia, Cáceres (actuación injusta de los Reyes Católicos en 1488 con el II duque de Béjar y Plasencia Álvaro II de Zúñiga y Guzmán), y pedir una recompensa económica o indemnización ante el Consejo de Castilla. Presentó para el efecto memoriales, informes, consultas, dictámenes judiciales y otras diligencias.
Nombró personas de su confianza y capaces para desempeñar los oficios y cargos públicos en las villas de su señoríos. Hizo realizar por personas aptas e íntegras los juicios de residencia de las personas que desempeñaban oficios y cargos públicos de sus señoríos.
Fue mecenas de los artistas de su tiempo. De sus obras de asistencia social dan muestra los patronatos y obras pías que fundó y sostuvo. Fue también patrono de las obras pías fundadas por la difunta María de Zúñiga y Pimentel, II duquesa de Béjar, dando donaciones a doncellas pobres y huérfanas de la villa de Béjar, para poder contraer matrimonio o entrar como monjas en un convento de religiosas. Por carta del 16 de julio de 1774 le pide a Miguel Pérez Guerrero hacer un informe sobre las doncellas pobres y huérfanas del estado de Lemos que desean casarse.
Encargó a Joseph de Tapia Osorio en 1766 con la confección de la "Historia de la vida, títulos, matrimonios e hijos de los Señores y Duques de Béjar, desde Diego López de Zúñiga, I Señor de Béjar, hasta Joaquín Diego López de Zúñiga Sotomayor, XII Duque de Béjar".
El duque Joaquín Diego falleció en Madrid el 10 de octubre de 1777 y fue sepultado en el Real Oratorio de San Felipe Neri, de quien era devoto y bienhechor. Otorgó testamento el 7 de diciembre de 1762.
Su esposa Escolástica falleció en Madrid el 5 de octubre de 1782.

## Sucesión
A la muerte de su padre Juan Manuel Diego López de Zúñiga Sotomayor, XI duque de Béjar y Plasencia, acaecida el 2 de diciembre de 1747, acuerda el reparto de los bienes con su hermana Ana María Josefa de Zúñiga Sotomayor, XI condesa de Lemos, por escritura de 22 de diciembre de 1747. Al fallecimiento de su tía Rosa María de las Nieves de Castro y Centurión, XII condesa de Lemos, IX marquesa de Sarria, etc. ocurrido el 14 de marzo de 1772, sin descendencia en sus dos matrimonios, vino a heredarla, recibiendo los títulos y estados de XIII conde de Lemos, X marqués de Sarria, etc. grande de España, según testamento otorgado por Rosa María de las Nieves el 10 de septiembre de 1770. Tomó posesión el 16 de agosto de 1772 de los estados de Lemos, Sarria, Andrade, Villalba, etc., heredados de su tía Rosa María de las Nieves.
El duque Joaquín Diego no tuvo sucesión en sus dos matrimonios. A su fallecimiento en octubre de 1777 sin herederos, se inició el pleito para proveer la sucesión del ducado de Béjar.
Los títulos y estados de duque de Béjar, de Plasencia, de Mandas y Villanueva, marqués de Gibraleón y de Terranova, conde de Belalcázar y de Bañares, vizconde de la Puebla de Alcocer, los vino a heredar su sobrina María Josefa de la Soledad Pimentel y Téllez Girón, XV condesa XI duquesa de Benavente, i.o., hija de Francisco Alfonso Pimentel y Borja, XIV conde X duque de Benavente, i.o., y de su esposa María Faustina Téllez Girón y Guzmán, casada con Pedro de Alcántara Téllez-Girón y Pacheco, IX duque de Osuna, X marqués de Peñafiel. La toma de posesión del ducado y estados de Béjar, Plasencia, Mandas y Belalcázar por Pedro de Alcántara Téllez-Girón, IX duque de Osuna, X marqués de Peñafiel, en representación de su esposa María Josefa Pimentel Téllez-Girón fue certificada el 14 de octubre de 1777 por Antonio Miranda, escribano del ayuntamiento de Béjar. Pasando así estos títulos y estados a la casa de los duques de Osuna.
Los títulos y estados de conde de Lemos, marqués de Sarria, conde de Andrade, de Villalba, etc., los vino a heredar Catalina Ventura Colón de Portugal y Ayala, IX condesa de Gelves, IX duquesa de Veragua, bisnieta de Fernando Ruiz de Castro y Portugal, IV conde consorte de Gelves, hija de Pedro Manuel Colón de Portugal, VI duque de Veragua y de la Vega, y de su esposa Teresa Marina de Ayala Toledo Fonseca y Fajardo, V condesa de Ayala, casada en 1716 con James Francis Fitz-James-Stuart, II duque de Berwick, II duque de Liria y Jérica. Estos títulos y estado pasaron así a la casa de los duques de Berwick.